# 2005년 방콕국제영화제
제3회 방콕국제영화제는 2005년 1월 13일에 열린 시상식이다.

## 수상 및 후보

### 골든 키나르상- 작품상
- 씨 인사이드 - 알레한드로 아메나바르 수상

### 감독상
- 코러스 - 크리스토퍼 파라티에 수상
- 올드보이 - 박찬욱 수상

### 남우주연상
- 씨 인사이드 - 하비에르 바르뎀 수상

### 장편 다큐멘터리상
- 꿈꾸는 카메라 - 사창가에서 태어나 - 자나 브리스키, 수상
- 터치 더 사운드 - 토머스 리델샤이머 수상

### 아시아 작품상
- 아름다운 세탁기 - 제임스 리 수상

### 여우주연상
- 빙 줄리아 - 아네트 베닝 수상
- 젤라리 - 안나 게이슬러로바 수상

### 특별언급상 - 국제경쟁부문
- Final Solution - Rakesh Sharma 수상

### 주요경쟁부문-골든 키나르상
- 씨 인사이드 - 알레한드로 아메나바르 수상

Vichit Kounavudhi 수상

### 신인상
- 하리 옴 - 가나파시 바라트 수상

### FIPRESCI 상
- 아름다운 세탁기 - 제임스 리 수상